# Хуго Крас
Хуго Крас (Витен, 25. јануар 1911 — Зелк, 20. фебруар 1980) је био SS-Brigadeführer и последњи командант 12. СС оклопне дивизије „Хитлерјугенд“.

## Рани период
Хуго Готфрид Крас је рођен 25. јануара 1911. године у Витену, Рур. Био је најстарије дете у породици и похађао учитељску школу све до смрти свога оца Франца, када је морао да прекине школовање и потражи посао како би прехранио остатак породице. Дана, 1. маја 1934. године Крас постаје члан наци партије НСДАП а током исте године приступа и јединицама СА. У СА је остао до 19. априла 1935. године када се пребацује у копнену војску. Ту се јако мало задржао и већ 15. октобра 1935. године приступа СС-у, где је распоређен у пуку „Германија“ као SS-Rottenführer. Крас је посећивао трећу кадетску групу у СС јункер школи у Брауншвајгу током априла 1937. године и завршава као други у класи.

## Други светски рат
SS-Untersturmführer Крас у „Телесној гарди Адолфа Хитлера“ добија команду вода у 14. противтенковској чети, чији је командант био Курт Мајер. Истим водом је командовао и у време напада на Пољску, где је награђен 16. октобра 1939. године Гвозденим крстом II реда. Када Курт Мајер постаје командир 15. моторизоване чете, дозвољено му је да узме једног командира вода са собом. Без имало двоумљења Мајер одабира Краса. Као SS-Obersturmführer (еквивалент поручник) преузима команду над другим водом, и у време инвазије на Холандију, постаје први официр у „Телесној гарди Адолфа Хитлера“ који је награђен Гвозденим крстом I реда, због напредовања од 80 километра, форсирања река Ејсел и заробљавања 7 официра и 120 војника. Командир 227. пешадијске дивизије, генерал Цикволф му је уручио награду 25. маја 1940. године, а касније у току те године (3. октобар), он му уручује и бронзану пешадијску значку.
Наком кампање на западу „телесна гарда Адолфа Хитлера“ је увеличана од пука до ојачане бригаде, док је Мајерова 15. моторизована чета, преорганизована у извиђачки батаљон „Телесне гарде Адолфа Хитлера“. Красов вод постаје друга чета а он је произведен у четног командира. Под командом Мајера бори се на Балкану и у Совјетском Савезу све до октобра 1941. године, када се Мајер разболео, па он преузима команду над извиђачким батаљоном. Крас је награђен златним немачким крстом по Божићу 1941. године (мисли се на католички божић) за показану храброст и изузетан лидерски квалитет у извиђачком батаљону за време битке поред Ростова.
Током јуна 1942. године, „телесна гарда Адолфа Хитлера“ је преорганизована у дивизију оклопних гренадира и Крас добија команду над 1. оклопно-гренадирским батаљоном (I./SS-Pz.Gren.Rgt2). Командовао је тим батаљоном за време трећег освајања Харкова. За улогу у тој бици, 28. марта 1943. је награђен Витешким крстом. У лето 1943. године, Јозеф Дитрих је ослобођен командовања над дивизијом, пошто је требало да преузме команду над управо формираним 1. СС оклопним корпусом. Теодор Виш, командант 2. СС оклопног пука преузима команду над дивизијом, а Крас долази на место команданта 2. СС оклопног пука. По преузимању команде, Крас је унапређен у чин SS-Obersturmbannführer (еквивалент потпуковник). То се све дешавало у време завршетка припрема за операцију Цитадела.
Дана, 5. јуна 1943. године Красовом пуку је наређено да се приближи јако утврћеним бункерима на Бикову, и продужи у правцу севера ка главном задатку: преузимање коте 234. Напад је почео у 4:00 сати. Пошто се кретао кроз густо минирана поља, која су водила ка бункерима, пук је напредовао доста споро. И поред великих жртава, поготово међу пионирима који су чистили минска поља и правили слободан пролаз за оклопна возила, напредовање се могло мерити метрима и на крају је напад заустављен како би се зе извршила прегрупација. Затишје су искористили и Совјети, који су увидевши намере непријатеља ојачали одбрану.
Крас окупља сву војску, коју дели у у три јуришне групе и започиње нови напад. Једном од тих група командовао је лично он и њен задатак је био освајање коте 220, где су се налазили укопани совјетски тенкови. Напад је овог пута био брз и силовит, што је условило пробијање руске одбране и брзо напредовање ка Бикову. Непрекидно у првој линији, Крас је заједно са својим војницима испунио постављени задатак и преузео од совјета коту 234. SS-Brigadeführer Теодор Виш је сматрао да без успешног завршетка Красовог напада, дивизије на јужном крилу би лако биле заустављене. Упркос овом успеху, операција „Цитадела“ је претрпела неуспех и почетком савезничког искрцавања на Сицилију она је скроз обустављена.
Након неуспеха „Цитаделе“, Совјети преузимају стратегијску иницијативу и Немци су принуђени да пређу у одбрану на целом Источном фронту. Дана, 26. децембра 1943. године, Красов пук прузима одбрану левог крила дивизије, које су Совјети у 13:00 сати напали са 13 тенка Т-34. Напад је заустављен и уништена су три тенка. Следећи напад совјети врше ујутру 28. децембра у 2:30 са 15 тенкова Т-34 на којима се налазила и пешадија. Уз помоћ тенковске групе која је потчињена Красовом пуку напад је одбијен. Кроз сат и по, Совјети нападују трећи пут, овог пута са чак 35 тенка Т-34.
У најжешћем моменту битке, Совјети успевају да пробију одбрану на левом крилу и почињу да напредују ка главном штабу пука. Крас, који је командовао члановима штаба, лично предводи контранапад на десно совјетско крило. Совјетски напад, у којем су изгубили 19 тенкова и већи број пешадинаца је заустављен. Међутим Совјети не одустају и у подне поново врше напад, овог пута са 60 тенкова и 4 пука пешадије. Могућност Краса да поново заустави нападача била је у постављању нове одбрамбена линије у близини централних совјетских снага у рејону а истовремено би успео да избегне и окружење свог пука. Упркос великим успесима, 1. СС оклопна дивизија „телесна гарда Адолфа Хитлера“ је била принуђена да одступи и Крас добија наређење да се повуче ка једном селу јужно од одсека Гива. Мост који је требало да се користи за пребацивање војске преко реке био је уништен, што је принудило Краса да поведе свој пук и једну чету тенкова Пантер узводно ка следећем мосту у чијој близини су се већ налазиле совјетске снаге. Под жестоком ватром Совјета, Крас пребацује војску и технику преко реке и као последњи прелази реку. Одмах по преласку реке пук поставља нову одбрамбену линију у градићу Ворошино. Тако је Крас још једном успео да спаси свој пук окружења и сигурног уништења.
Увече 29. децембра, совјети успостављају на другој обали мостобран, са којег нападује северни део градића. Први батаљон се тако нашао под изузетно јаким притиском, и након погибије командира батаљона и већег броја подофицира, принуђен је на брзо повлачење. Совјети почињу да обилазе Ворошино и покушавају да опколе и униште Красов пук. Он окупља све расположиве снаге које имају могућност да учествују у борби, укључујући и неборбено људство, и наоружан аутоматом лично води напад за одбацивање совјетске војске из градића. Након краће борбе Крас са својим људима стуже до краја града и ту успоставља нову линију одбране. Сви каснији совјетски напади тог дана су заустављени на овој линији. Борбе током ова четири дана значајно су отупеле оштрицу совјетског напада и осигурале одступање целе дивизије. За то време, јединице под командом Краса су уништиле 91 тенк и 63 противтенковска оруђа, заробиле 900 и убиле близу 3000 совјетских војника.
Крас је рањен 5. јануара 1944. и одступа са места командира пука, како би се опоравио од задобијене ране. Дана, 25. јануара је награђен храстовим лишћем за Витешки крст, због изузетне показане способности командовања током горе описане четвородневне битке, а свега шест дана касније унапређен је у SS-Standartenführer-а (еквивалент пуковник). Након завршене обуке за командира дивизије прелази у 12. СС оклопну дивизију „Хитлерјугенд“, где 15. новембра преузима команду над њом од Фрица Кремера. Крас је остао на месту команданта 12. СС оклопне дивизије „Хитлерјугенд“ до краја рата. Након Арденске офанзиве унапређен је у SS-Oberführer-a (еквивалент бригадни генерал), а 20. априла 1945. године у последњим данима Трећег рајха добија чин SS-Brigadeführer (еквивалент генерал-мајор). Крај рата Крас дочекује у Линцу, Аустрија, где се 8. маја 1945. године предаје Американцима заједно са својом дивизијом (заправо оно што је остало од дивизије - по формирању дивизија је бројала 21.300 људи, а на крају рата остало је свега 455 војника и официра способних за борбу).

## После рата
Хуго Крас је држан као војни заробљеник до 1948. године када је пуштен на слободу. Умро је од инфаркта у Зелку, Шлезвиг-Холштајн, 20. фебруара 1980. године.